# Roman Cyriak Kraiński
Roman Cyriak Kraiński herbu Jelita, ur. ok. 1770, zm. ok. 1840, dziedzic na Leszczowatem i Maćkowej Woli, oficer wojsk austriackich, członek Stanów Galicyjskich w 1832 r.

## Życiorys
Urodził się około 1770 r. jako syn Ignacego Kraińskiego, miecznika przemyskiego, członka Stanów Galicyjskich i Anny Załęskiej herbu Prus III.
Pierwszą żoną była Józefa de Czerniejów Augustynowicz herbu Odrowąż. Pochodziła ze znanej rodziny ormiańskiej, która wydała dwóch arcybiskupów ormiańskich Lwowa. Miał z nią syna Edmunda (1804-1887).
Drugą żoną była Franciszka Starzyńska herbu Doliwa. Z tego związku urodził się syn Lucjan, oficer kawalerii w powstaniu listopadowym, od 1834 r. właściciel majątku Jodłowa, który poślubił Olimpię Dwernicką herbu Sas, córkę gen. Józefa Dwernickiego. Uniknął śmierci podczas rzezi galicyjskiej w 1846 r.
uciekając z dworu w przebraniu wieśniaczki. Popełnił samobójstwo w Paryżu w 1852 r. Ze związku Lucjana i Franciszki urodziła się jedyna córka Julia, która wyszła za mąż za Michała Dobrzyńskiego
wnosząc mu w wianie majątek ojca w Jodłowej.

## Krewni
Roman Cyriak miał brata Michała Remigiusza, który wyjechał do Warszawy gdzie był urzędnikiem, potwierdzenie szlachectwa wyrobił w Warszawie w 1842 r.
Miał też dwie siostry: Ewę, która wyszła za Wrzeszcza herbu Zadora i Julię, która wyszła za Mroczkowskiego herbu Nałęcz dziedzica na Bałyczach. Mroczkowscy mieli też dom w Przemyślu, gdzie mieszkali zimą.

## Zajmowane Stanowiska
- W 1832 r. członek Galicyjskiego Sejmu Stanowego.

## Publikacje
- Dumania w słotę.
- Pamiętnik Romana Kraińskiego. Rok 1831, na który złożyły się zapiski z okresu powstania listopadowego oraz korespondencja z synami walczącymi w powstaniu Edmundem i Lucjanem „Pamiątki i wspomnienia z Sanockiej Ziemi”, zebrał Jan Trzecieski.